# 波松·布帕万内阁
波松·布帕万内阁是2006年至2010年间的老挝内阁。2010年12月23日，老挝国家主席朱马利·赛雅贡接受总理波松·布帕万的辞呈，任命通邢·塔马冯为老挝新总理。通邢·塔马冯任总理至2011年以他为总理的新一届政府组成。

## 简介
2006年6月，以波松·布帕万为总理的新一届老挝政府组成。主要成员有：
- 总理：波松·布帕万（BOUASONE BOUPHAVANH）
- 副总理兼国家监察委员会主席：阿桑·劳里（ASANG LAOLY）
- 副总理兼外交部部长：通伦·西苏里（THONGLOUN SISOULITH）
- 副总理兼国防部部长：隆再·皮吉（DOUANGDCHAY PHICHIT）
- 常务副总理：宋沙瓦·凌沙瓦（SOMSAVAT LENGSAVAD）
- 公安部部长：通班·显阿蓬（THONGBAN SENG A PHOEN）
- 劳动社会福利部部长：奥占·塔马冯（ONECHANH THAMMAVONG）
- 财政部部长：占西·普西坎（CHANSY PHOSIKHAM）
- 新闻文化部部长：蒙高·奥拉本（MOUNKEO OLABOUN）
- 司法部部长：扎伦·叶宝和（CHALEUAN YAPAOHER）
- 计划与投资委员会主任：苏里冯·达拉冯（SOULIVONGDARAVONG）
- 卫生部部长：本梅·达拉洛（PONEMEK DARALOY）
- 教育部部长：宋果·芒诺梅（SOMKOT MANGNORMEK）
- 工业贸易部部长：南·维亚吉（NAM VIGNAKET）
- 能源矿产部部长：波赛坎·冯达拉（BOSAIKHAM BONGDALA）
- 交通运输邮电建设部部长：宋马·奔舍那（SOMMATH PHOLSENA）
- 农业与林业部部长：西达恒·拉沙蓬（SITAHENG LATSAPHONE）
- 国家银行行长：普佩·坎普冯（PHOUPHET KHAMPHOUNVONG）

此外，还有：
- 主席府部长、办公厅主任：苏班·沙立提腊（SOUBANH SARITHIRATH）
- 总理府部长：
  - 本萍·门婆赛（BOUNPHENG MOUNPHOSAY）
  - 征·宋本坎（CHEUANG SOMBOUNKHANH）
  - 奥勒·蓬马占（ONNEUA PHOMMACHANH）
  - 坎温·布法（KHAM-OUANE BOUPHA）
  - 本滇·披沙迈（BOUNTIEM PHISAMAY）
  - 赛胜利·丁布列智（SATSENGLY TENGBLIACHUE）
  - 宋蓬·蒙昆维莱（SOMPHONG MONGKHONVILAY）
  - 波西·诺万赛（BOUASY LOVANSAY）
  - 坎銮·西拉空（KHAMLOUAD SITLAKONE）